# Shibukawa
Shibukawa  (Japans: 渋川市, Shibukawa-shi) is een zelfstandige stad (市) in de Japanse prefectuur Gunma. Shibukawa is het aangewezen midden van Japan, en in Shibukawa kan men dan ook de centre of Japan symbolic tower bezoeken. Op 1 april 2008 had de stad 85.843 inwoners en een bevolkingsdichtheid van 357 inw./km². De oppervlakte van de stad bedraagt 240,42 km ².
In Shibukawa wordt veel aandacht besteed aan kunst, en mede daarom vindt men in Shibukawa een grote verscheidenheid aan musea en openbare kunstwerken zoals het voor het station staande wind en bloemen-beeldhouwwerk.
Aan de westkant grensde Shibukawa-shi aan Ikaho (伊香保町), vooral bekend van de warmwaterbronnen, en Haruna (榛名町) vooral bekend van het gelijknamige Haruna-meer.
Ikaho is echter bij Shibukawa-shi gevoegd, en Haruna bij Takasaki-shi.

## Geschiedenis
Shibukawa ontwikkelde zich rond een herberg aan de oude Mikuni weg.
In 1889 werd het dorp Shibukawa een gemeente.
Op 1 april 1954 werd de gemeente Shibukawa (渋川町, Shibukawa-machi) samengevoegd met de dorpen Furumaki (古巻村, Furumaki-mura), Kanashima (金島村, Kanashima-mura) en Toyoaki (豊秋村, Toyoaki-mura) tot de stad (shi) Shibukawa.
Op 20 februari 2006 werd Shibukawa uitgebreid met de gemeente Ikaho (伊香保町, Ikaho-machi) en de dorpen Akagi (赤城村, Akagi-mura), Kitatachibana (北橘村, Kitatachibana-mura), Komochi (子持村, Komochi-mura)) en Onogami (小野上村, Onogami-mura).

## Verkeer
Shibukawa ligt aan de Jōetsu-lijn en de Agatsuma-lijn van de East Japan Railway Company.
Shibukawa ligt aan de Kanetsu-autosnelweg en aan de autowegen 17 en 353.

## Musea in Shibukawa
- Hara Museum of Comtemporary Art (原美術館, Hara Bijutsukan)
- Shibukawa stadsmuseum (渋川市美術館, Shibukawa-shi bijutsukan)
- Japans-chanson-museum
- Ikaho Sistina Museum
- en vele ruïnes, tempels en altaren, en openbare kunstwerken

## Aangrenzende steden
- Maebashi
- Numata
- Takasaki

## Stedenbanden
Shibukawa heeft een stedenband met
- Foligno, Italië
- Logan, Queensland, Australië